# 山梨県道22号甲府笛吹線
山梨県道22号甲府笛吹線（やまなしけんどう22ごう こうふふえふきせん）は、山梨県甲府市から笛吹市に至る県道（主要地方道）である。一部区間で、青葉通り（あおばどおり）とよばれている。
かつての路線名は甲府八代線であったが、2004年（平成16年）10月12日、東八代郡八代町が合併により笛吹市となったため、現在の甲府笛吹線に変更された。

## 概要
甲府中心部から甲府盆地を東南方向へ横断する路線である。周辺は住宅の他にも果樹園が広がっている。

### 路線データ
- 起点：山梨県甲府市太田町（山梨県道3号甲府市川三郷線交点、太田町南交差点）
- 終点：山梨県笛吹市八代町南（山梨県道34号白井甲州線・山梨県道313号藤垈石和線交点）
- 延長：約8km

## 歴史
- 1993年（平成5年）5月11日 - 建設省から、県道甲府八代線が甲府八代線として主要地方道に指定される[1]。

## 路線状況

### 別名
- 青葉通り（甲府市 太田南交差点 - 国道20号甲府バイパス交点）

### 重複区間
- 山梨県道301号白井河原八田線（笛吹市石和町河内・河内交差点 - 笛吹市石和町河内・河内東交差点）
- 山梨県道313号藤垈石和線（笛吹市石和町小石和・蛍見橋東交差点 - 笛吹市八代町南・南区中央交差点）

### 橋梁
- 大黒橋（平等川、甲府市西高橋町 - 同市石和町東高橋）
- 蛍見橋（笛吹川、笛吹市石和町小石和）

## 地理

### 通過する自治体
- 甲府市
- 笛吹市

### 交差する道路
- 山梨県道3号甲府市川三郷線（甲府市太田町・太田町南交差点、起点）
- 山梨県道103号南甲府停車場線（甲府市湯田・北大路交差点）
- 国道20号甲府バイパス（甲府市蓬沢町・蓬沢交差点）
- 国道140号（笛吹市石和町東高橋・東高橋交差点）
- 山梨県道301号白井河原八田線（笛吹市石和町河内・河内交差点）
- 山梨県道301号白井河原八田線（笛吹市石和町河内・河内東交差点）
- 山梨県道301号白井河原八田線・山梨県道310号小石和市部線（笛吹市石和町小石和・蛍見橋西詰交差点）
- 山梨県道313号藤垈石和線（笛吹市石和町小石和・蛍見橋東交差点）
- 山梨県道313号藤垈石和線（笛吹市八代町南・南区中央交差点）
- 山梨県道34号白井甲州線・山梨県道313号藤垈石和線（笛吹市八代町南・八代南交差点、終点）

### 沿線にある施設など
- 甲府市立湯田小学校
- 甲斐清和高等学校
- 南甲府駅
- 富士見郵便局
- 笛吹市立富士見小学校